# Autocles (polític)
Autocles (en grec antic Aὐτοκλῆς) fou un polític atenenc fill d'Estrombíquides, que va viure al segle iv aC.
Va ser un dels enviats atenencs a negociar la pau amb Esparta l'any 371 aC. Xenofont parla d'un discurs seu en tons una mica injuriosos que va pronunciar abans de l'assemblea, però sembla que després va demostrar que era un orador hàbil.
Podria ser probablement el mateix Autocles que el 362 aC va ser nomenat comandant a Tràcia i que després va ser portat a judici a causa de la seva inactivitat, que va propiciar el triomf del rei Cotis I sobre el rebel Miltòcites aliat d'Atenes. Aristòtil fa referència a un passatge d'un discurs d'Autocles contra Miximedes per a il·lustrar un dels seus topoi retòrics.